# Cercy-la-Tour
Cercy-la-Tour is een gemeente in het Franse departement Nièvre (regio Bourgogne-Franche-Comté). De plaats maakt deel uit van het arrondissement Château-Chinon (Ville).De gemeente telde 1.683 inwoners op 1 januari 2022.

## Geografie
De oppervlakte van Cercy-la-Tour bedroeg op 1 januari 2022 45,57 vierkante kilometer; de bevolkingsdichtheid was toen 36,9 inwoners per km².

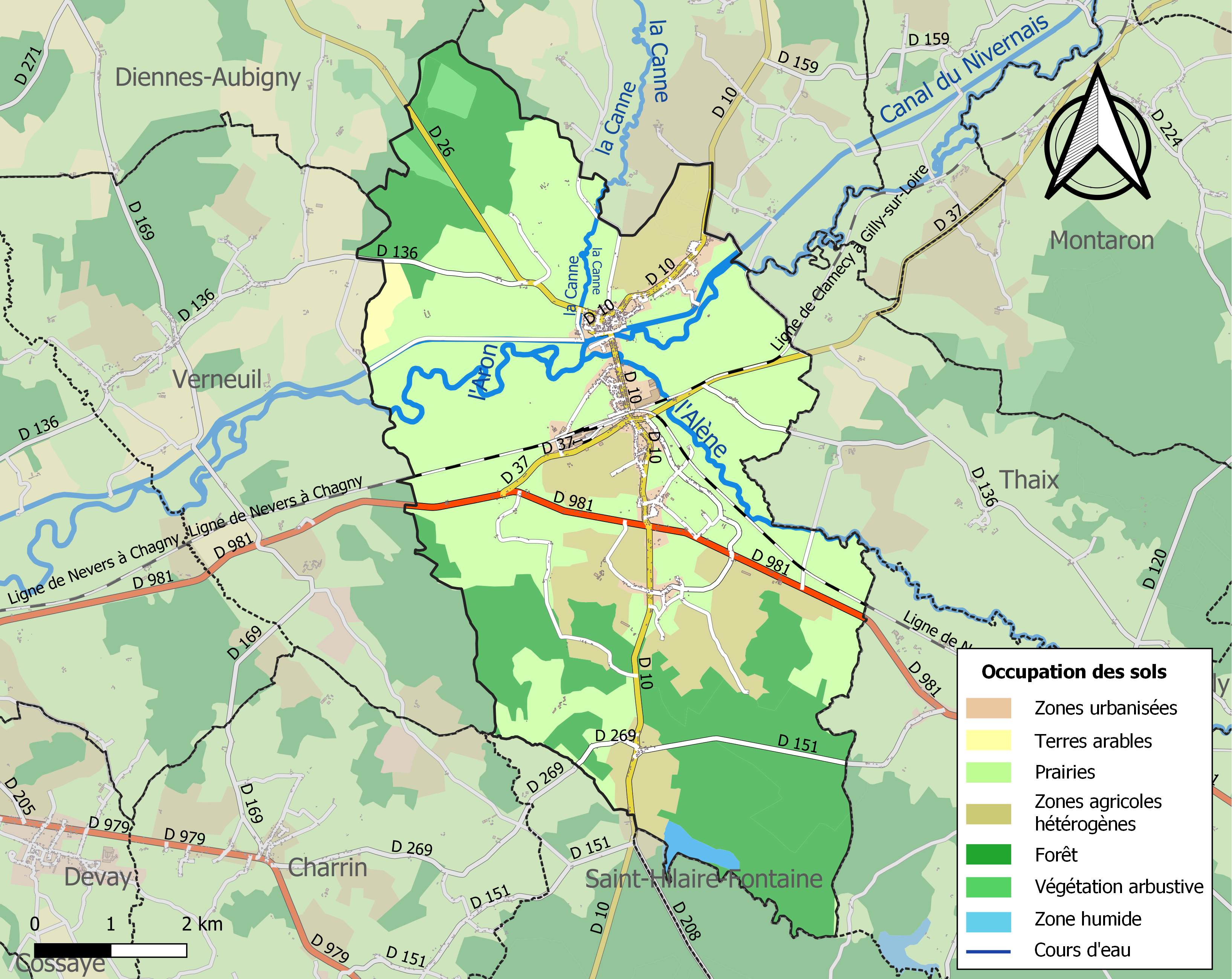
Kaart van de gemeente met de belangrijkste infrastructuur, bodemgebruik en omliggende gemeenten

## Demografie
Onderstaande figuur toont het verloop van het inwonertal (bron: INSEE-tellingen).